# Ocuituco
Ocuituco là một đô thị thuộc bang Morelos, Mexico. Năm 2005, dân số của đô thị này là 15357 người.